# Robbie Williams/Auszeichnungen für Musikverkäufe

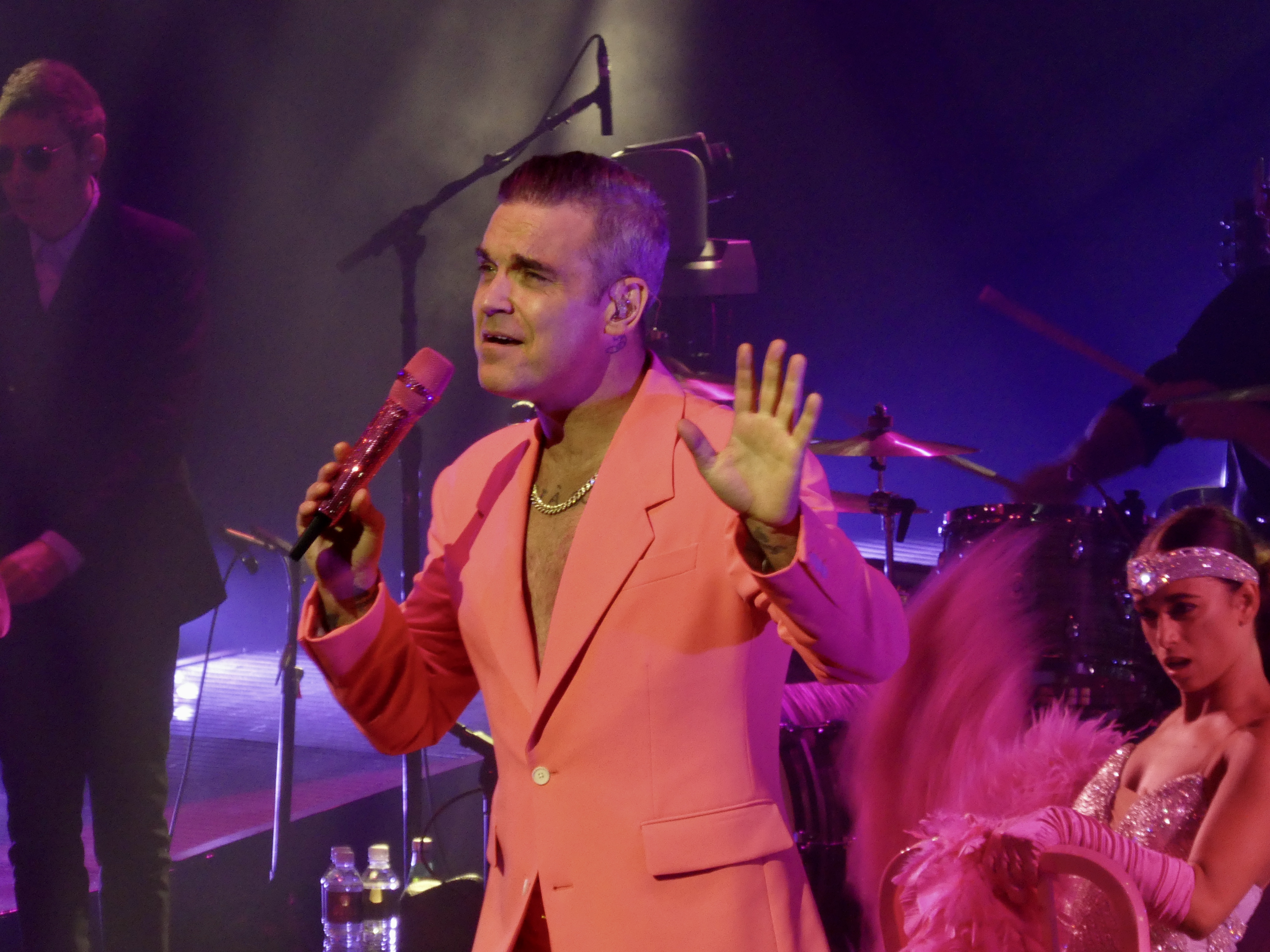
Robbie Williams (2019)

Dies ist eine Übersicht über die Auszeichnungen für Musikverkäufe des britischen Pop-Sängers Robbie Williams. Die Auszeichnungen finden sich nach ihrer Art (Gold, Platin usw.), nach Staaten getrennt in chronologischer Reihenfolge, geordnet sowie nach den Tonträgern selbst, ebenfalls in chronologischer Reihenfolge, getrennt nach Medium (Alben, Singles usw.), wieder.

## Auszeichnungen
| - Chile - 2001: für das Album Sing When You’re Winning - Frankreich - 1998: für die Single Angels - 2000: für die Single Supreme - 2002: für die Single Somethin’ Stupid - 2005: für die Single Tripping - Vereinigtes Königreich - 1994: für die Autorenbeteiligung Sure (Take That) - 1996: für die Single Freedom - 2004: für die Single No Regrets - 2010: für die Single You Know Me - 2010: für die Single Bodies - 2013: für die Single Supreme - 2013: für die Single Shame - 2016: für die Single Strong - 2016: für die Single Tripping - 2019: für die Single Old Before I Die - 2021: für die Single Come Undone - 2022: für das Album XXV - Argentinien - 2004: für das Album The Ego Has Landed - 2009: für das Album Reality Killed the Video Star - Australien - 2000: für das Album The Ego Has Landed - 2001: für die Single Kids - 2002: für die Single Somethin’ Stupid - 2002: für die Single Feel - 2003: für das Videoalbum Nobody Someday - 2004: für die Single Radio - 2005: für die Single Tripping - 2006: für das Album Life Thru a Lens - 2008: für die Single Angels - 2009: für die Single Bodies - 2011: für das Album In and Out of Consciousness: The Greatest Hits 1990–2010 - 2012: für das Album Take The Crown - 2016: für das Album The Heavy Entertainment Show - Belgien - 1998: für die Single Angels - 2001: für die Single Eternity / The Road to Mandalay - 2001: für die Single Supreme - 2001: für das Album Swing When You’re Winning - 2002: für die Single Somethin’ Stupid - 2003: für die Single Feel - 2003: für das Album Live Summer 2003 - 2005: für das Album Life Thru a Lens - 2010: für das Album In and Out of Consciousness: The Greatest Hits 1990–2010 - Brasilien - 2024: für die Single Angels - Chile - 2000: für das Album The Ego Has Landed - Dänemark - 1998: für das Album Life Thru a Lens - 2006: für das Videoalbum And Through It All: Robbie Williams Live 1997–2006 - 2007: für die Single Tripping - 2007: für die Single She’s Madonna - 2011: für das Album In and Out of Consciousness: The Greatest Hits 1990–2010 - 2011: für die Autorenbeteiligung The Flood (Take That) - 2011: für das Streaming The Flood (Take That) - 2013: für das Album Swings Both Ways - 2013: für das Album Take The Crown - 2014: für das Streaming The Days - 2021: für die Single Let Me Entertain You - 2025: für die Single She’s the One - Deutschland - 2000: für das Album I’ve Been Expecting You - 2001: für die Single Somethin’ Stupid - 2003: für die Single Feel - 2009: für die Single She’s Madonna - 2012: für die Single Candy - 2016: für das Album The Heavy Entertainment Show - 2018: für die Autorenbeteiligung The Flood (Take That) - 2018: für die Single The Days - 2018: für die Single Eternity / The Road to Mandalay - 2018: für die Single Supreme - 2022: für die Single Love My Life - 2022: für das Album The Christmas Present - 2023: für das Album Life Thru a Lens - Finnland - 2003: für das Album Sing When You’re Winning - 2004: für das Album Live Summer 2003 - 2009: für das Album Reality Killed the Video Star - Frankreich - 2001: für das Album Sing When You’re Winning - 2002: für das Album Swing When You’re Winning - 2003: für die Single Feel - 2003: für das Album Live Summer 2003 - 2010: für das Album In and Out of Consciousness: The Greatest Hits 1990–2010 - GCC - 1999: für das Album Life Thru a Lens - 2001: für das Album Sing When You’re Winning - Griechenland - 2002: für das Album Swing When You’re Winning - 2003: für das Album Escapology - 2005: für das Album Intensive Care - Hongkong - 2001: für das Album Sing When You’re Winning - Irland - 2009: für das Album Reality Killed the Video Star - 2010: für das Album In and Out of Consciousness: The Greatest Hits 1990–2010 - 2012: für das Album Take The Crown - 2013: für das Album Swings Both Ways - Italien - 2012: für das Album Take The Crown - 2013: für die Single Shame - 2013: für das Album Swings Both Ways - 2014: für die Single Go Gentle - 2017: für die Single Party Like a Russian - 2017: für das Album The Heavy Entertainment Show - 2019: für die Single Feel - 2024: für die Single She’s the One - Kanada - 2000: für das Album Sing When You’re Winning - 2002: für das Album Swing When You’re Winning - 2002: für das Album Escapology - Mexiko - 2001: für das Album Sing When You’re Winning - 2005: für das Videoalbum The Robbie Williams Show - 2005: für das Videoalbum What We Did Last Summer: Live at Knebworth - 2009: für das Album Reality Killed the Video Star - Neuseeland - 1999: für die Single Strong - 2000: für die Single Kids - 2002: für die Single Somethin’ Stupid - 2009: für das Album Reality Killed the Video Star - 2014: für das Album Swings Both Ways - 2015: für die Single Candy - Niederlande - 2000: für das Album I’ve Been Expecting You - 2000: für das Album Life Thru a Lens - 2002: für das Videoalbum Live at the Albert - 2003: für das Videoalbum What We Did Last Summer: Live at Knebworth - 2003: für das Videoalbum The Robbie Williams Show - 2003: für das Album Live Summer 2003 - 2009: für das Album Reality Killed the Video Star - 2016: für das Album The Heavy Entertainment Show - Norwegen - 1999: für das Album I’ve Been Expecting You - 2001: für das Album Sing When You’re Winning - Österreich - 2001: für das Album Sing When You’re Winning - 2001: für die Single Somethin’ Stupid - 2003: für die Single Feel - 2010: für das Album In and Out of Consciousness: The Greatest Hits 1990–2010 - 2013: für die Single Candy - 2013: für das Videoalbum One Night at the Palladium - 2016: für das Album The Heavy Entertainment Show - 2022: für die Single Love My Life - Polen - 2002: für das Album Swing When You’re Winning - 2010: für das Album Reality Killed the Video Star - 2016: für das Album Swings Both Ways - Portugal - 2006: für das Album Rudebox - 2006: für das Videoalbum And Through It All: Robbie Williams Live 1997–2006 - Russland - 2005: für das Album Intensive Care - 2006: für das Album Rudebox - Schweden - 2000: für das Album I’ve Been Expecting You - 2003: für die Single Feel - 2003: für das Album Live Summer 2003 - 2004: für das Album Greatest Hits - 2006: für das Album Rudebox - 2010: für das Album Reality Killed the Video Star - Schweiz - 2002: für die Single Feel - 2002: für die Single Somethin’ Stupid - 2004: für das Album Life Thru a Lens - 2006: für die Single Tripping - 2006: für das Videoalbum And Through It All: Robbie Williams Live 1997–2006 - 2012: für das Album Take The Crown - 2013: für die Single Candy - 2017: für das Album The Heavy Entertainment Show - 2017: für die Single Love My Life - 2022: für das Album The Christmas Present - Singapur - 2001: für das Album Sing When You’re Winning - Spanien - 1998: für das Album Life Thru a Lens - 2001: für das Album Sing When You’re Winning - 2003: für das Album Live Summer 2003 - 2004: für das Videoalbum What We Did Last Summer: Live at Knebworth - 2006: für das Videoalbum Live at the Albert - 2006: für das Album Rudebox - 2006: für das Videoalbum The Robbie Williams Show - 2014: für das Streaming The Days - 2015: für die Single The Days - 2024: für die Single Somethin’ Stupid - 2025: für die Single Rock DJ - Thailand - 2001: für das Album Sing When You’re Winning - Ungarn - 2002: für das Album Swing When You’re Winning - 2003: für das Album Escapology - 2003: für das Album Live Summer 2003 - 2005: für das Album Greatest Hits - 2010: für das Album Reality Killed the Video Star - 2013: für das Album Swings Both Ways - 2013: für das Album Take The Crown - Vereinigte Staaten - 1999: für das Album The Ego Has Landed - Vereinigtes Königreich - 2005: für das Videoalbum Nobody Someday - 2013: für das Videoalbum One Night at The Palladium - 2016: für die Single Somethin’ Stupid - 2019: für die Single Eternity / The Road to Mandalay - 2019: für das Album The Christmas Present - 2023: für die Single Love My Life - 2024: für das Album The Ego Has Landed - 2025: für die Single Kids | - Frankreich - 2003: für das Album I’ve Been Expecting You - Argentinien - 2002: für das Videoalbum Live at the Albert - 2003: für das Videoalbum The Robbie Williams Show - 2003: für das Videoalbum What We Did Last Summer: Live at Knebworth - 2006: für das Videoalbum And Through It All: Robbie Williams Live 1997–2006 - Australien - 2000: für die Single Rock DJ - 2002: für die Single Better Man - 2003: für das Videoalbum Where Ego’s Dare - 2009: für das Album Reality Killed the Video Star - 2014: für das Album Swings Both Ways - Belgien - 2001: für das Album Sing When You’re Winning - 2003: für das Album Escapology - 2006: für das Album Rudebox - 2010: für das Album Reality Killed the Video Star - Dänemark - 1998: für das Album I’ve Been Expecting You - 2001: für das Album Sing When You’re Winning - 2002: für das Album Swing When You’re Winning - 2003: für das Album Live Summer 2003 - 2007: für das Album Rudebox - 2010: für das Album Reality Killed the Video Star - 2014: für das Streaming Candy - 2015: für die Single The Days - 2021: für die Single Angels - 2023: für die Single Feel - Deutschland - 2003: für das Videoalbum The Robbie Williams Show - 2013: für das Album Take The Crown - 2018: für das Album In and Out of Consciousness: The Greatest Hits 1990–2010 - 2023: für die Single Angels - 2023: für das Album Live at the Albert - 2024: für die Single Bodies - Europa - 2009: für das Album Reality Killed the Video Star - 2010: für das Album In and Out of Consciousness: The Greatest Hits 1990–2010 - 2013: für das Album Swings Both Ways - Finnland - 2003: für das Album Escapology - 2004: für das Album Greatest Hits - 2005: für das Album Intensive Care - 2006: für das Album Rudebox - Frankreich - 2003: für das Album Escapology - 2004: für das Videoalbum The Robbie Williams Show - 2005: für das Album Greatest Hits - 2005: für das Videoalbum Live at the Albert - 2006: für das Album Rudebox - 2009: für das Album Reality Killed the Video Star - Italien - 2001: für das Album Sing When You’re Winning - 2005: für das Album Intensive Care - 2009: für das Album Reality Killed the Video Star - 2011: für das Album In and Out of Consciousness: The Greatest Hits 1990–2010 - 2013: für die Single Bodies - 2014: für die Single The Days - 2014: für die Autorenbeteiligung The Flood (Take That) - 2017: für die Single Love My Life - 2021: für die Single Angels - Kanada - 2000: für das Album The Ego Has Landed - Mexiko - 2004: für das Album Escapology - 2005: für das Videoalbum Live at the Albert - 2006: für das Album Rudebox - Neuseeland - 1999: für die Single Millennium - 2000: für die Single She’s the One - 2003: für das Videoalbum Where Ego’s Dare - 2003: für das Videoalbum Nobody Someday - 2005: für das Videoalbum The Robbie Williams Show - 2006: für das Album Rudebox - 2021: für die Single Rock DJ - 2023: für das Album In and Out of Consciousness: The Greatest Hits 1990–2010 - 2023: für die Single Feel - Niederlande - 2001: für das Album Sing When You’re Winning - 2004: für das Album Greatest Hits - 2006: für das Album Rudebox - 2013: für das Album Take the Crown - Österreich - 2004: für das Videoalbum The Robbie Williams Show - 2007: für das Videoalbum And Through It All: Robbie Williams Live 1997–2006 - 2009: für das Album Reality Killed the Video Star - 2013: für das Album Take the Crown - 2019: für das Album The Christmas Present - Polen - 2003: für das Album Escapology - Portugal - 2003: für das Album Escapology - 2004: für das Album Greatest Hits - 2005: für das Album Intensive Care - 2010: für das Album In and Out of Consciousness: The Greatest Hits 1990–2010 - Schweden - 2001: für das Album Sing When You’re Winning - 2002: für das Album Swing When You’re Winning - 2002: für das Album Escapology - 2005: für das Album Intensive Care - 2014: für die Single The Days - Schweiz - 2001: für das Album I’ve Been Expecting You - 2001: für das Album Sing When You’re Winning - 2009: für das Album Reality Killed the Video Star - 2010: für die Single Bodies - 2013: für das Album Swings Both Ways - 2014: für das Album In and Out of Consciousness: The Greatest Hits 1990–2010 - Spanien - 2001: für das Album Swing When You’re Winning - 2003: für das Album Escapology - 2005: für das Album Greatest Hits - 2005: für das Album Intensive Care - 2024: für die Single Angels - 2024: für die Single Feel - Taiwan - 2001: für das Album Sing When You’re Winning - Tschechien - 2014: für das Album Swings Both Ways - Ungarn - 2005: für das Album Intensive Care - Vereinigtes Königreich - 1996: für die Produktion How Deep Is Your Love (Take That) - 2005: für das Videoalbum Where Ego’s Dare - 2005: für das Videoalbum The Robbie Williams Show - 2013: für die Single Helping Haiti - 2013: für das Videoalbum Live In Your Living Room - 2013: für die Single Candy - 2013: für das Album Take The Crown - 2015: für die Autorenbeteiligung The Flood (Take That) - 2017: für das Album The Heavy Entertainment Show - 2018: für die Single She’s the One - 2021: für die Single Let Me Entertain You - 2022: für die Single Feel - 2022: für die Single Millennium - Deutschland - 2001: für das Album Sing When You’re Winning - Mexiko - 2006: für das Album Intensive Care - Argentinien - 2004: für das Album Sing When You’re Winning - 2005: für das Album Escapology - 2006: für das Album Rudebox - Australien - 2006: für das Album Rudebox - 2021: für die Single The Days - Belgien - 2006: für das Album Greatest Hits - 2006: für das Album Intensive Care - Brasilien - 2023: für die Single The Days - Dänemark - 2005: für das Album Greatest Hits - 2005: für das Album Intensive Care - Deutschland - 2003: für das Videoalbum Live at the Albert - 2007: für das Videoalbum And Through It All: Robbie Williams Live 1997–2006 - 2010: für das Album Reality Killed the Video Star - Europa - 2003: für das Album Live Summer 2003 - 2006: für das Album Rudebox - Frankreich - 2005: für das Videoalbum What We Did Last Summer: Live at Knebworth - 2006: für das Album Intensive Care - 2007: für das Videoalbum And Through It All: Robbie Williams Live 1997–2006 - Irland - 2006: für das Album Rudebox - Italien - 2013: für die Single Candy - Mexiko - 2005: für das Album Greatest Hits - Neuseeland - 1999: für das Album Life Thru a Lens - 2023: für die Single Angels - Niederlande - 2002: für das Album Swing When You’re Winning - 2003: für das Album Escapology - 2005: für das Album Intensive Care - Österreich - 2004: für das Album Live Summer 2003 - 2005: für das Videoalbum Live at the Albert - 2007: für das Album Rudebox - Portugal - 2004: für das Album Live Summer 2003 - Schweiz - 2003: für das Album Live Summer 2003 - Singapur - 1998: für das Album I’ve Been Expecting You - Ungarn - 2007: für das Album Rudebox - Vereinigtes Königreich - 2004: für das Album Live Summer 2003 - 2004: für die Single Do They Know It’s Christmas? - 2006: für das Album Rudebox - 2011: für das Album In and Out of Consciousness: The Greatest Hits 1990–2010 - 2013: für das Videoalbum Rock DJ - 2014: für das Album Swing Both Ways - 2023: für die Single Rock DJ | - Deutschland - 2018: für das Album Swings Both Ways - Argentinien - 2004: für das Album Swing When You’re Winning - 2004: für das Album Live Summer 2003 - 2005: für das Album Intensive Care - Australien - 2004: für das Album Live Summer 2003 - 2005: für das Album Intensive Care - 2006: für das Album Sing When You’re Winning - Deutschland - 2007: für das Album Rudebox - Europa - 2002: für das Album Life Thru a Lens - Neuseeland - 2006: für das Videoalbum What We Did Last Summer: Live at Knebworth - 2005: für das Album Intensive Care - Österreich - 2004: für das Videoalbum What We Did Last Summer: Live at Knebworth - 2006: für das Album Intensive Care - Schweiz - 2001: für das Album Swing When You’re Winning - 2005: für das Album Greatest Hits - 2005: für das Album Intensive Care - Vereinigtes Königreich - 2010: für das Album Reality Killed the Video Star - 2013: für das Videoalbum And Through It All: Robbie Williams Live 1997–2006 - Australien - 2006: für das Album Swing When You’re Winning - Deutschland - 2004: für das Album Escapology - Europa - 2001: für das Album I’ve Been Expecting You - 2002: für das Album Sing When You’re Winning - Irland - 1999: für das Album Life Thru a Lens - Neuseeland - 1999: für das Album I’ve Been Expecting You - 2004: für das Album Live Summer 2003 - 2006: für das Videoalbum Live at the Albert - Österreich - 2002: für das Album Swing When You’re Winning - 2004: für das Album Escapology - 2006: für das Album Greatest Hits - 2014: für das Album Swing Both Ways - Schweiz - 2006: für das Album Rudebox - Vereinigtes Königreich - 2025: für die Single Angels - Deutschland - 2004: für das Album Live Summer 2003 - 2005: für das Album Greatest Hits - Australien - 2006: für das Album Escapology - Deutschland - 2007: für das Album Swing When You’re Winning - Europa - 2003: für das Album Escapology - 2006: für das Album Intensive Care - 2006: für das Album Greatest Hits - Irland - 2005: für das Album Intensive Care - Neuseeland - 2003: für das Album Escapology - Schweiz - 2005: für das Album Escapology - Vereinigtes Königreich - 2005: für das Album Intensive Care - Deutschland - 2004: für das Videoalbum What We Did Last Summer: Live at Knebworth - 2006: für das Album Intensive Care - Australien - 2006: für das Videoalbum The Robbie Williams Show - 2007: für das Videoalbum And Through It All: Robbie Williams Live 1997–2006 - Europa - 2009: für das Album Swing When You’re Winning - Argentinien - 2005: für das Album Greatest Hits - Neuseeland - 2006: für das Album Greatest Hits (EMI) - Vereinigtes Königreich - 2005: für das Videoalbum What We Did Last Summer: Live at Knebworth - 2013: für das Videoalbum Live at the Albert - 2022: für das Album Escapology - Australien - 2006: für das Album Greatest Hits - Irland - 1999: für das Album I’ve Been Expecting You - Neuseeland - 2002: für das Album Swing When You’re Winning - Vereinigtes Königreich - 2003: für das Album Life Thru a Lens - 2003: für das Album Sing When You’re Winning - 2017: für das Album Greatest Hits - 2017: für das Album Swing When You’re Winning - Australien - 2005: für das Videoalbum Live at the Albert - Dänemark - 2024: für das Album Escapology - Neuseeland - 2001: für das Album Sing When You’re Winning - 2005: für das Album Greatest Hits (Chrysalis) - Vereinigtes Königreich - 2004: für das Album I’ve Been Expecting You - Irland - 2001: für das Album Sing When You’re Winning - Neuseeland - 2000: für das Album The Ego Has Landed - Australien - 2006: für das Videoalbum What We Did Last Summer: Live at Knebworth - Portugal - 2004: für das Videoalbum What We Did Last Summer: Live at Knebworth - Mexiko - 2008: für das Album Intensive Care (Limited Edition) |

## Auszeichnungen nach Alben

### Life Thru a Lens
| Land/Region                  | Auszeichnungen für Musikverkäufe (Land/Region, Auszeichnung, Verkäufe) | Verkäufe    |
| ---------------------------- | ---------------------------------------------------------------------- | ----------- |
| Australien (ARIA)            | Gold                                                                   | 35.000      |
| Belgien (BRMA)               | Gold                                                                   | (25.000)    |
| Dänemark (IFPI)              | Gold                                                                   | (25.000)    |
| Deutschland (BVMI)           | Gold                                                                   | (250.000)   |
| Europa (IFPI)                | 3× Platin                                                              | 3.000.000   |
| Golf-Kooperationsrat (IFPI)  | Gold                                                                   | 15.000      |
| Irland (IRMA)                | 4× Platin                                                              | (60.000)    |
| Neuseeland (RMNZ)            | 2× Platin                                                              | 30.000      |
| Niederlande (NVPI)           | Gold                                                                   | (40.000)    |
| Schweiz (IFPI)               | Gold                                                                   | (25.000)    |
| Spanien (Promusicae)         | Gold                                                                   | (50.000)    |
| Vereinigtes Königreich (BPI) | 8× Platin                                                              | (2.400.000) |
| Insgesamt                    | 8× Gold · 17× Platin ·                                                 | 3.080.000   |

### I’ve Been Expecting You
| Land/Region                  | Auszeichnungen für Musikverkäufe (Land/Region, Auszeichnung, Verkäufe) | Verkäufe    |
| ---------------------------- | ---------------------------------------------------------------------- | ----------- |
| Dänemark (IFPI)              | Platin                                                                 | (50.000)    |
| Deutschland (BVMI)           | Gold                                                                   | (250.000)   |
| Europa (IFPI)                | 4× Platin                                                              | 4.000.000   |
| Finnland (IFPI)              | —                                                                      | (15.251)    |
| Frankreich (SNEP)            | 2× Gold                                                                | (200.000)   |
| Irland (IRMA)                | 8× Platin                                                              | (120.000)   |
| Neuseeland (RMNZ)            | 4× Platin                                                              | 60.000      |
| Niederlande (NVPI)           | Gold                                                                   | (40.000)    |
| Norwegen (IFPI)              | Gold                                                                   | (25.000)    |
| Schweden (IFPI)              | Gold                                                                   | (40.000)    |
| Schweiz (IFPI)               | Platin                                                                 | (50.000)    |
| Singapur (RIAS)              | 2× Platin                                                              | 30.000      |
| Vereinigtes Königreich (BPI) | 10× Platin                                                             | (3.000.000) |
| Insgesamt                    | 6× Gold · 30× Platin ·                                                 | 4.115.000   |

### The Ego Has Landed
| Land/Region                  | Auszeichnungen für Musikverkäufe (Land/Region, Auszeichnung, Verkäufe) | Verkäufe  |
| ---------------------------- | ---------------------------------------------------------------------- | --------- |
| Argentinien (CAPIF)          | Gold                                                                   | 30.000    |
| Australien (ARIA)            | Gold                                                                   | 35.000    |
| Chile (IFPI)                 | Gold                                                                   | 10.000    |
| Kanada (MC)                  | Platin                                                                 | 100.000   |
| Neuseeland (RMNZ)            | 11× Platin                                                             | 165.000   |
| Vereinigte Staaten (RIAA)    | Gold                                                                   | 598.000   |
| Vereinigtes Königreich (BPI) | Gold                                                                   | 100.000   |
| Insgesamt                    | 5× Gold · 12× Platin ·                                                 | 1.038.000 |

### Sing When You’re Winning
| Land/Region                  | Auszeichnungen für Musikverkäufe (Land/Region, Auszeichnung, Verkäufe) | Verkäufe    |
| ---------------------------- | ---------------------------------------------------------------------- | ----------- |
| Argentinien (CAPIF)          | 2× Platin                                                              | 80.000      |
| Australien (ARIA)            | 3× Platin                                                              | 210.000     |
| Belgien (BRMA)               | Platin                                                                 | (50.000)    |
| Chile (IFPI)                 | Silber                                                                 | 7.500       |
| Dänemark (IFPI)              | Platin                                                                 | (50.000)    |
| Deutschland (BVMI)           | 3× Gold                                                                | (450.000)   |
| Europa (IFPI)                | 4× Platin                                                              | 4.000.000   |
| Finnland (IFPI)              | Gold                                                                   | (21.905)    |
| Frankreich (SNEP)            | Gold                                                                   | (100.000)   |
| Golf-Kooperationsrat (IFPI)  | Gold                                                                   | 3.000       |
| Hongkong (IFPI/HKRIA)        | Gold                                                                   | 10.000      |
| Irland (IRMA)                | 11× Platin                                                             | (165.000)   |
| Italien (FIMI)               | Platin                                                                 | (100.000)   |
| Kanada (MC)                  | Gold                                                                   | 50.000      |
| Mexiko (AMPROFON)            | Gold                                                                   | 75.000      |
| Neuseeland (RMNZ)            | 9× Platin                                                              | 135.000     |
| Niederlande (NVPI)           | Platin                                                                 | (80.000)    |
| Norwegen (IFPI)              | Gold                                                                   | (25.000)    |
| Österreich (IFPI)            | Gold                                                                   | (25.000)    |
| Schweden (IFPI)              | Platin                                                                 | (80.000)    |
| Schweiz (IFPI)               | Platin                                                                 | (50.000)    |
| Singapur (RIAS)              | Gold                                                                   | 7.500       |
| Spanien (Promusicae)         | Gold                                                                   | (50.000)    |
| Taiwan (RIT)                 | Platin                                                                 | 50.000      |
| Thailand (TECA)              | Gold                                                                   | 20.000      |
| Vereinigtes Königreich (BPI) | 8× Platin                                                              | (2.400.000) |
| Insgesamt                    | 1× Silber · 12× Gold · 45× Platin ·                                    | 4.648.000   |

### Swing When You’re Winning
| Land/Region                  | Auszeichnungen für Musikverkäufe (Land/Region, Auszeichnung, Verkäufe) | Verkäufe    |
| ---------------------------- | ---------------------------------------------------------------------- | ----------- |
| Argentinien (CAPIF)          | 3× Platin                                                              | 120.000     |
| Australien (ARIA)            | 4× Platin                                                              | 280.000     |
| Belgien (BRMA)               | Gold                                                                   | (25.000)    |
| Dänemark (IFPI)              | Platin                                                                 | (50.000)    |
| Deutschland (BVMI)           | 5× Platin                                                              | (1.500.000) |
| Europa (IFPI)                | 6× Platin                                                              | (6.000.000) |
| Frankreich (SNEP)            | Gold                                                                   | (100.000)   |
| Griechenland (IFPI)          | Gold                                                                   | (15.000)    |
| Kanada (MC)                  | Gold                                                                   | 50.000      |
| Neuseeland (RMNZ)            | 8× Platin                                                              | 120.000     |
| Niederlande (NVPI)           | 2× Platin                                                              | (160.000)   |
| Österreich (IFPI)            | 4× Platin                                                              | (160.000)   |
| Polen (ZPAV)                 | Gold                                                                   | (50.000)    |
| Schweden (IFPI)              | Platin                                                                 | (60.000)    |
| Schweiz (IFPI)               | 3× Platin                                                              | (120.000)   |
| Spanien (Promusicae)         | Platin                                                                 | (100.000)   |
| Ungarn (MAHASZ)              | Gold                                                                   | (10.000)    |
| Vereinigtes Königreich (BPI) | 8× Platin                                                              | (2.430.000) |
| Insgesamt                    | 6× Gold · 48× Platin ·                                                 | 6.570.000   |

### Live at the Albert
| Land/Region        | Auszeichnungen für Musikverkäufe (Land/Region, Auszeichnung, Verkäufe) | Verkäufe |
| ------------------ | ---------------------------------------------------------------------- | -------- |
| Deutschland (BVMI) | Platin                                                                 | 300.000  |
| Insgesamt          | 1× Platin ·                                                            | 300.000  |

### Escapology
| Land/Region                  | Auszeichnungen für Musikverkäufe (Land/Region, Auszeichnung, Verkäufe) | Verkäufe    |
| ---------------------------- | ---------------------------------------------------------------------- | ----------- |
| Argentinien (CAPIF)          | 2× Platin                                                              | 80.000      |
| Australien (ARIA)            | 5× Platin                                                              | 350.000     |
| Belgien (BRMA)               | Platin                                                                 | (50.000)    |
| Dänemark (IFPI)              | 9× Platin                                                              | (180.000)   |
| Deutschland (BVMI)           | 4× Platin                                                              | (1.200.000) |
| Europa (IFPI)                | 5× Platin                                                              | 5.000.000   |
| Finnland (IFPI)              | Platin                                                                 | (46.225)    |
| Frankreich (SNEP)            | Platin                                                                 | (300.000)   |
| Griechenland (IFPI)          | Gold                                                                   | (15.000)    |
| Kanada (MC)                  | Gold                                                                   | 50.000      |
| Mexiko (AMPROFON)            | Platin                                                                 | 150.000     |
| Neuseeland (RMNZ)            | 5× Platin                                                              | 75.000      |
| Niederlande (NVPI)           | 2× Platin                                                              | (160.000)   |
| Norwegen (IFPI)              | —                                                                      | (86.000)    |
| Österreich (IFPI)            | 4× Platin                                                              | (200.000)   |
| Polen (ZPAV)                 | Platin                                                                 | (70.000)    |
| Portugal (AFP)               | Platin                                                                 | (40.000)    |
| Schweden (IFPI)              | Platin                                                                 | (60.000)    |
| Schweiz (IFPI)               | 5× Platin                                                              | (200.000)   |
| Spanien (Promusicae)         | Platin                                                                 | (100.000)   |
| Ungarn (MAHASZ)              | Gold                                                                   | (15.000)    |
| Vereinigtes Königreich (BPI) | 7× Platin                                                              | (2.100.000) |
| Insgesamt                    | 3× Gold · 56× Platin ·                                                 | 5.705.000   |

### Live Summer 2003
| Land/Region                  | Auszeichnungen für Musikverkäufe (Land/Region, Auszeichnung, Verkäufe) | Verkäufe  |
| ---------------------------- | ---------------------------------------------------------------------- | --------- |
| Argentinien (CAPIF)          | 3× Platin                                                              | 120.000   |
| Australien (ARIA)            | 3× Platin                                                              | 210.000   |
| Belgien (BRMA)               | Gold                                                                   | (25.000)  |
| Dänemark (IFPI)              | Platin                                                                 | (30.000)  |
| Deutschland (BVMI)           | 9× Gold                                                                | (900.000) |
| Europa (IFPI)                | 5× Platin                                                              | 5.000.000 |
| Finnland (IFPI)              | Gold                                                                   | (15.303)  |
| Frankreich (SNEP)            | Gold                                                                   | (100.000) |
| Neuseeland (RMNZ)            | 4× Platin                                                              | 60.000    |
| Niederlande (NVPI)           | Gold                                                                   | (40.000)  |
| Österreich (IFPI)            | 2× Platin                                                              | (60.000)  |
| Portugal (AFP)               | 2× Platin                                                              | (80.000)  |
| Schweden (IFPI)              | Gold                                                                   | (30.000)  |
| Schweiz (IFPI)               | 2× Platin                                                              | (80.000)  |
| Spanien (Promusicae)         | Gold                                                                   | (50.000)  |
| Ungarn (MAHASZ)              | Gold                                                                   | (15.000)  |
| Vereinigtes Königreich (BPI) | 2× Platin                                                              | (600.000) |
| Insgesamt                    | 8× Gold · 27× Platin ·                                                 | 5.390.000 |

### Greatest Hits
| Land/Region                  | Auszeichnungen für Musikverkäufe (Land/Region, Auszeichnung, Verkäufe) | Verkäufe    |
| ---------------------------- | ---------------------------------------------------------------------- | ----------- |
| Argentinien (CAPIF)          | 7× Platin                                                              | 280.000     |
| Australien (ARIA)            | 8× Platin                                                              | 560.000     |
| Belgien (BRMA)               | 2× Platin                                                              | (100.000)   |
| Dänemark (IFPI)              | 2× Platin                                                              | (80.000)    |
| Deutschland (BVMI)           | 9× Gold                                                                | (900.000)   |
| Europa (IFPI)                | 5× Platin                                                              | 5.000.000   |
| Finnland (IFPI)              | Platin                                                                 | (40.367)    |
| Frankreich (SNEP)            | Platin                                                                 | (300.000)   |
| Mexiko (AMPROFON)            | 2× Platin                                                              | 200.000     |
| Neuseeland (RMNZ)            | 7× Platin (EMI) · + 9× Platin (Chrysalis)                              | 240.000     |
| Niederlande (NVPI)           | Platin                                                                 | (80.000)    |
| Österreich (IFPI)            | 4× Platin                                                              | (120.000)   |
| Portugal (AFP)               | Platin                                                                 | (40.000)    |
| Schweden (IFPI)              | Gold                                                                   | (30.000)    |
| Schweiz (IFPI)               | 3× Platin                                                              | (120.000)   |
| Spanien (Promusicae)         | Platin                                                                 | (100.000)   |
| Ungarn (MAHASZ)              | Gold                                                                   | (10.000)    |
| Vereinigtes Königreich (BPI) | 8× Platin                                                              | (2.500.000) |
| Insgesamt                    | 3× Gold · 57× Platin ·                                                 | 6.380.000   |

### Intensive Care
| Land/Region                  | Auszeichnungen für Musikverkäufe (Land/Region, Auszeichnung, Verkäufe) | Verkäufe    |
| ---------------------------- | ---------------------------------------------------------------------- | ----------- |
| Argentinien (CAPIF)          | 3× Platin                                                              | 120.000     |
| Australien (ARIA)            | 3× Platin                                                              | 210.000     |
| Belgien (BRMA)               | 2× Platin                                                              | (100.000)   |
| Dänemark (IFPI)              | 2× Platin                                                              | (80.000)    |
| Deutschland (BVMI)           | 11× Gold                                                               | (1.100.000) |
| Europa (IFPI)                | 5× Platin                                                              | 5.000.000   |
| Finnland (IFPI)              | Platin                                                                 | (62.639)    |
| Frankreich (SNEP)            | 2× Platin                                                              | (400.000)   |
| Griechenland (IFPI)          | Gold                                                                   | (10.000)    |
| Irland (IRMA)                | 5× Platin                                                              | (75.000)    |
| Italien (FIMI)               | Platin                                                                 | (282.000)   |
| Mexiko (AMPROFON)            | 3× Gold · + 2× Diamant (Limited Edition)                               | 1.150.000   |
| Neuseeland (RMNZ)            | 3× Platin                                                              | 45.000      |
| Niederlande (NVPI)           | 2× Platin                                                              | (160.000)   |
| Österreich (IFPI)            | 3× Platin                                                              | (90.000)    |
| Portugal (AFP)               | Platin                                                                 | (20.000)    |
| Russland (NFPF)              | Gold                                                                   | (10.000)    |
| Schweden (IFPI)              | Platin                                                                 | (40.000)    |
| Schweiz (IFPI)               | 3× Platin                                                              | (90.000)    |
| Spanien (Promusicae)         | Platin                                                                 | (100.000)   |
| Ungarn (MAHASZ)              | Platin                                                                 | (10.000)    |
| Vereinigte Staaten (RIAA)    | —                                                                      | 7.000       |
| Vereinigtes Königreich (BPI) | 5× Platin                                                              | (1.500.000) |
| Insgesamt                    | 4× Gold · 50× Platin · 2× Diamant ·                                    | 6.532.000   |

### Rudebox
| Land/Region                  | Auszeichnungen für Musikverkäufe (Land/Region, Auszeichnung, Verkäufe) | Verkäufe  |
| ---------------------------- | ---------------------------------------------------------------------- | --------- |
| Argentinien (CAPIF)          | 2× Platin                                                              | 80.000    |
| Australien (ARIA)            | 2× Platin                                                              | 140.000   |
| Belgien (BRMA)               | Platin                                                                 | (50.000)  |
| Dänemark (IFPI)              | Platin                                                                 | (30.000)  |
| Deutschland (BVMI)           | 3× Gold                                                                | (600.000) |
| Europa (IFPI)                | 2× Platin                                                              | 2.000.000 |
| Finnland (IFPI)              | Platin                                                                 | (33.465)  |
| Frankreich (SNEP)            | Platin                                                                 | (200.000) |
| Irland (IRMA)                | 2× Platin                                                              | (30.000)  |
| Italien (FIMI)               | —                                                                      | (150.000) |
| Mexiko (AMPROFON)            | Platin                                                                 | 100.000   |
| Neuseeland (RMNZ)            | Platin                                                                 | 15.000    |
| Niederlande (NVPI)           | Platin                                                                 | (70.000)  |
| Österreich (IFPI)            | 2× Platin                                                              | (60.000)  |
| Portugal (AFP)               | Gold                                                                   | (10.000)  |
| Russland (NFPF)              | Gold                                                                   | (10.000)  |
| Schweden (IFPI)              | Gold                                                                   | (20.000)  |
| Schweiz (IFPI)               | 4× Platin                                                              | (120.000) |
| Spanien (Promusicae)         | Gold                                                                   | (40.000)  |
| Ungarn (MAHASZ)              | 2× Platin                                                              | (12.000)  |
| Vereinigtes Königreich (BPI) | 2× Platin                                                              | (600.000) |
| Insgesamt                    | 5× Gold · 26× Platin ·                                                 | 2.335.000 |

### Reality Killed the Video Star
| Land/Region                  | Auszeichnungen für Musikverkäufe (Land/Region, Auszeichnung, Verkäufe) | Verkäufe    |
| ---------------------------- | ---------------------------------------------------------------------- | ----------- |
| Argentinien (CAPIF)          | Gold                                                                   | 20.000      |
| Australien (ARIA)            | Platin                                                                 | 70.000      |
| Belgien (BRMA)               | Platin                                                                 | 30.000      |
| Dänemark (IFPI)              | Platin                                                                 | 30.000      |
| Deutschland (BVMI)           | 2× Platin                                                              | 400.000     |
| Europa (IFPI)                | Platin                                                                 | (1.000.000) |
| Finnland (IFPI)              | Gold                                                                   | 15.954      |
| Frankreich (SNEP)            | Platin                                                                 | 200.000     |
| Irland (IRMA)                | Gold                                                                   | 7.500       |
| Italien (FIMI)               | Platin                                                                 | 70.000      |
| Mexiko (AMPROFON)            | Gold                                                                   | 30.000      |
| Neuseeland (RMNZ)            | Gold                                                                   | 7.500       |
| Niederlande (NVPI)           | Gold                                                                   | 30.000      |
| Österreich (IFPI)            | Platin                                                                 | 30.000      |
| Polen (ZPAV)                 | Gold                                                                   | 10.000      |
| Schweden (IFPI)              | Gold                                                                   | 20.000      |
| Schweiz (IFPI)               | Platin                                                                 | 30.000      |
| Ungarn (MAHASZ)              | Gold                                                                   | 3.000       |
| Vereinigtes Königreich (BPI) | 3× Platin                                                              | 900.000     |
| Insgesamt                    | 9× Gold · 13× Platin ·                                                 | 1.902.954   |

### In and Out of Consciousness: The Greatest Hits 1990–2010
| Land/Region                  | Auszeichnungen für Musikverkäufe (Land/Region, Auszeichnung, Verkäufe) | Verkäufe    |
| ---------------------------- | ---------------------------------------------------------------------- | ----------- |
| Australien (ARIA)            | Gold                                                                   | 35.000      |
| Belgien (BRMA)               | Gold                                                                   | 15.000      |
| Dänemark (IFPI)              | Gold                                                                   | 15.000      |
| Deutschland (BVMI)           | Platin                                                                 | 200.000     |
| Europa (IFPI)                | Platin                                                                 | (1.000.000) |
| Frankreich (SNEP)            | Gold                                                                   | 50.000      |
| Irland (IRMA)                | Gold                                                                   | 7.500       |
| Italien (FIMI)               | Platin                                                                 | 60.000      |
| Neuseeland (RMNZ)            | Platin                                                                 | 15.000      |
| Österreich (IFPI)            | Gold                                                                   | 15.000      |
| Portugal (AFP)               | Platin                                                                 | 20.000      |
| Schweiz (IFPI)               | Platin                                                                 | 30.000      |
| Vereinigtes Königreich (BPI) | 2× Platin                                                              | 600.000     |
| Insgesamt                    | 6× Gold · 8× Platin ·                                                  | 1.062.500   |

### Take the Crown
| Land/Region                  | Auszeichnungen für Musikverkäufe (Land/Region, Auszeichnung, Verkäufe) | Verkäufe |
| ---------------------------- | ---------------------------------------------------------------------- | -------- |
| Australien (ARIA)            | Gold                                                                   | 35.000   |
| Dänemark (IFPI)              | Gold                                                                   | 10.000   |
| Deutschland (BVMI)           | Platin                                                                 | 200.000  |
| Irland (IRMA)                | Gold                                                                   | 7.500    |
| Italien (FIMI)               | Gold                                                                   | 30.000   |
| Niederlande (NVPI)           | Platin                                                                 | 50.000   |
| Österreich (IFPI)            | Platin                                                                 | 20.000   |
| Schweiz (IFPI)               | Gold                                                                   | 10.000   |
| Ungarn (MAHASZ)              | Gold                                                                   | 3.000    |
| Vereinigtes Königreich (BPI) | Platin                                                                 | 300.000  |
| Insgesamt                    | 6× Gold · 4× Platin ·                                                  | 665.500  |

### Swings Both Ways
| Land/Region                  | Auszeichnungen für Musikverkäufe (Land/Region, Auszeichnung, Verkäufe) | Verkäufe    |
| ---------------------------- | ---------------------------------------------------------------------- | ----------- |
| Australien (ARIA)            | Platin                                                                 | 70.000      |
| Dänemark (IFPI)              | Gold                                                                   | 10.000      |
| Deutschland (BVMI)           | 5× Gold                                                                | 500.000     |
| Europa (IFPI)                | Platin                                                                 | (1.000.000) |
| Irland (IRMA)                | Gold                                                                   | 7.500       |
| Italien (FIMI)               | Gold                                                                   | 30.000      |
| Neuseeland (RMNZ)            | Gold                                                                   | 7.500       |
| Österreich (IFPI)            | 4× Platin                                                              | 80.000      |
| Polen (ZPAV)                 | Gold                                                                   | 10.000      |
| Schweiz (IFPI)               | Platin                                                                 | 20.000      |
| Tschechien (IFPI)            | Platin                                                                 | 10.000      |
| Ungarn (MAHASZ)              | Gold                                                                   | 3.000       |
| Vereinigtes Königreich (BPI) | 2× Platin                                                              | 600.000     |
| Insgesamt                    | 7× Gold · 12× Platin ·                                                 | 1.348.000   |

### The Heavy Entertainment Show
| Land/Region                  | Auszeichnungen für Musikverkäufe (Land/Region, Auszeichnung, Verkäufe) | Verkäufe |
| ---------------------------- | ---------------------------------------------------------------------- | -------- |
| Australien (ARIA)            | Gold                                                                   | 35.000   |
| Deutschland (BVMI)           | Gold                                                                   | 100.000  |
| Italien (FIMI)               | Gold                                                                   | 25.000   |
| Niederlande (NVPI)           | Gold                                                                   | 20.000   |
| Österreich (IFPI)            | Gold                                                                   | 7.500    |
| Schweiz (IFPI)               | Gold                                                                   | 10.000   |
| Vereinigtes Königreich (BPI) | Platin                                                                 | 300.000  |
| Insgesamt                    | 6× Gold · 1× Platin ·                                                  | 497.500  |

### The Christmas Present
| Land/Region                  | Auszeichnungen für Musikverkäufe (Land/Region, Auszeichnung, Verkäufe) | Verkäufe |
| ---------------------------- | ---------------------------------------------------------------------- | -------- |
| Deutschland (BVMI)           | Gold                                                                   | 100.000  |
| Österreich (IFPI)            | Platin                                                                 | 15.000   |
| Schweiz (IFPI)               | Gold                                                                   | 10.000   |
| Vereinigtes Königreich (BPI) | Gold                                                                   | 100.000  |
| Insgesamt                    | 3× Gold · 1× Platin ·                                                  | 225.000  |

### XXV
| Land/Region                  | Auszeichnungen für Musikverkäufe (Land/Region, Auszeichnung, Verkäufe) | Verkäufe |
| ---------------------------- | ---------------------------------------------------------------------- | -------- |
| Vereinigtes Königreich (BPI) | Silber                                                                 | 60.000   |
| Insgesamt                    | 1× Silber ·                                                            | 60.000   |

## Auszeichnungen nach Singles

### Freedom
| Land/Region                  | Auszeichnungen für Musikverkäufe (Land/Region, Auszeichnung, Verkäufe) | Verkäufe |
| ---------------------------- | ---------------------------------------------------------------------- | -------- |
| Vereinigtes Königreich (BPI) | Silber                                                                 | 200.000  |
| Insgesamt                    | 1× Silber ·                                                            | 200.000  |

### Old Before I Die
| Land/Region                  | Auszeichnungen für Musikverkäufe (Land/Region, Auszeichnung, Verkäufe) | Verkäufe |
| ---------------------------- | ---------------------------------------------------------------------- | -------- |
| Vereinigtes Königreich (BPI) | Silber                                                                 | 200.000  |
| Insgesamt                    | 1× Silber ·                                                            | 200.000  |

### Angels
| Land/Region                  | Auszeichnungen für Musikverkäufe (Land/Region, Auszeichnung, Verkäufe) | Verkäufe  |
| ---------------------------- | ---------------------------------------------------------------------- | --------- |
| Australien (ARIA)            | Gold                                                                   | 35.000    |
| Belgien (BRMA)               | Gold                                                                   | 25.000    |
| Brasilien (PMB)              | Gold                                                                   | 30.000    |
| Dänemark (IFPI)              | Platin                                                                 | 90.000    |
| Deutschland (BVMI)           | Platin                                                                 | 500.000   |
| Frankreich (SNEP)            | Silber                                                                 | 125.000   |
| Italien (FIMI)               | Platin                                                                 | 70.000    |
| Neuseeland (RMNZ)            | 2× Platin                                                              | 60.000    |
| Spanien (Promusicae)         | Platin                                                                 | 60.000    |
| Vereinigtes Königreich (BPI) | 4× Platin                                                              | 2.400.000 |
| Insgesamt                    | 1× Silber · 3× Gold · 10× Platin ·                                     | 3.395.000 |

### Let Me Entertain You
| Land/Region                  | Auszeichnungen für Musikverkäufe (Land/Region, Auszeichnung, Verkäufe) | Verkäufe |
| ---------------------------- | ---------------------------------------------------------------------- | -------- |
| Dänemark (IFPI)              | Gold                                                                   | 45.000   |
| Vereinigtes Königreich (BPI) | Platin                                                                 | 645.000  |
| Insgesamt                    | 1× Gold · 1× Platin ·                                                  | 690.000  |

### Millennium
| Land/Region                  | Auszeichnungen für Musikverkäufe (Land/Region, Auszeichnung, Verkäufe) | Verkäufe |
| ---------------------------- | ---------------------------------------------------------------------- | -------- |
| Neuseeland (RMNZ)            | Platin                                                                 | 10.000   |
| Vereinigtes Königreich (BPI) | Platin                                                                 | 600.000  |
| Insgesamt                    | 2× Platin ·                                                            | 610.000  |

### No Regrets
| Land/Region                  | Auszeichnungen für Musikverkäufe (Land/Region, Auszeichnung, Verkäufe) | Verkäufe |
| ---------------------------- | ---------------------------------------------------------------------- | -------- |
| Vereinigtes Königreich (BPI) | Silber                                                                 | 200.000  |
| Insgesamt                    | 1× Silber ·                                                            | 200.000  |

### Strong
| Land/Region                  | Auszeichnungen für Musikverkäufe (Land/Region, Auszeichnung, Verkäufe) | Verkäufe |
| ---------------------------- | ---------------------------------------------------------------------- | -------- |
| Neuseeland (RMNZ)            | Gold                                                                   | 5.000    |
| Vereinigtes Königreich (BPI) | Silber                                                                 | 200.000  |
| Insgesamt                    | 1× Silber · 1× Gold ·                                                  | 205.000  |

### She’s the One
| Land/Region                  | Auszeichnungen für Musikverkäufe (Land/Region, Auszeichnung, Verkäufe) | Verkäufe |
| ---------------------------- | ---------------------------------------------------------------------- | -------- |
| Dänemark (IFPI)              | Gold                                                                   | 45.000   |
| Italien (FIMI)               | Gold                                                                   | 50.000   |
| Neuseeland (RMNZ)            | Platin                                                                 | 10.000   |
| Vereinigtes Königreich (BPI) | Platin                                                                 | 781.000  |
| Insgesamt                    | 2× Gold · 2× Platin ·                                                  | 886.000  |

### Rock DJ
| Land/Region                  | Auszeichnungen für Musikverkäufe (Land/Region, Auszeichnung, Verkäufe) | Verkäufe  |
| ---------------------------- | ---------------------------------------------------------------------- | --------- |
| Australien (ARIA)            | Platin                                                                 | 70.000    |
| Neuseeland (RMNZ)            | Platin                                                                 | 30.000    |
| Spanien (Promusicae)         | Gold                                                                   | 30.000    |
| Vereinigtes Königreich (BPI) | 2× Platin                                                              | 1.200.000 |
| Insgesamt                    | 1× Gold · 4× Platin ·                                                  | 1.330.000 |

### Kids
| Land/Region                  | Auszeichnungen für Musikverkäufe (Land/Region, Auszeichnung, Verkäufe) | Verkäufe |
| ---------------------------- | ---------------------------------------------------------------------- | -------- |
| Australien (ARIA)            | Gold                                                                   | 35.000   |
| Neuseeland (RMNZ)            | Gold                                                                   | 5.000    |
| Vereinigtes Königreich (BPI) | Gold                                                                   | 400.000  |
| Insgesamt                    | 3× Gold ·                                                              | 440.000  |

### Supreme
| Land/Region                  | Auszeichnungen für Musikverkäufe (Land/Region, Auszeichnung, Verkäufe) | Verkäufe |
| ---------------------------- | ---------------------------------------------------------------------- | -------- |
| Belgien (BRMA)               | Gold                                                                   | 25.000   |
| Deutschland (BVMI)           | Gold                                                                   | 250.000  |
| Frankreich (SNEP)            | Silber                                                                 | 125.000  |
| Vereinigtes Königreich (BPI) | Silber                                                                 | 200.000  |
| Insgesamt                    | 2× Silber · 2× Gold ·                                                  | 600.000  |

### Better Man
| Land/Region       | Auszeichnungen für Musikverkäufe (Land/Region, Auszeichnung, Verkäufe) | Verkäufe |
| ----------------- | ---------------------------------------------------------------------- | -------- |
| Australien (ARIA) | Platin                                                                 | 70.000   |
| Insgesamt         | 1× Platin ·                                                            | 70.000   |

### Eternity/The Road to Mandalay
| Land/Region                  | Auszeichnungen für Musikverkäufe (Land/Region, Auszeichnung, Verkäufe) | Verkäufe |
| ---------------------------- | ---------------------------------------------------------------------- | -------- |
| Belgien (BRMA)               | Gold                                                                   | 25.000   |
| Deutschland (BVMI)           | Gold                                                                   | 250.000  |
| Vereinigtes Königreich (BPI) | Gold                                                                   | 418.000  |
| Insgesamt                    | 3× Gold ·                                                              | 693.000  |

### Somethin’ Stupid
| Land/Region                  | Auszeichnungen für Musikverkäufe (Land/Region, Auszeichnung, Verkäufe) | Verkäufe  |
| ---------------------------- | ---------------------------------------------------------------------- | --------- |
| Australien (ARIA)            | Gold                                                                   | 35.000    |
| Belgien (BRMA)               | Gold                                                                   | 25.000    |
| Deutschland (BVMI)           | Gold                                                                   | 250.000   |
| Frankreich (SNEP)            | Silber                                                                 | 125.000   |
| Neuseeland (RMNZ)            | Gold                                                                   | 5.000     |
| Österreich (IFPI)            | Gold                                                                   | 20.000    |
| Schweiz (IFPI)               | Gold                                                                   | 25.000    |
| Spanien (Promusicae)         | Gold                                                                   | 30.000    |
| Vereinigtes Königreich (BPI) | Gold                                                                   | 505.000   |
| Insgesamt                    | 1× Silber · 8× Gold ·                                                  | 1.021.000 |

### Feel
| Land/Region                  | Auszeichnungen für Musikverkäufe (Land/Region, Auszeichnung, Verkäufe) | Verkäufe  |
| ---------------------------- | ---------------------------------------------------------------------- | --------- |
| Australien (ARIA)            | Gold                                                                   | 35.000    |
| Belgien (BRMA)               | Gold                                                                   | 25.000    |
| Dänemark (IFPI)              | Platin                                                                 | 90.000    |
| Deutschland (BVMI)           | Gold                                                                   | 250.000   |
| Frankreich (SNEP)            | Gold                                                                   | 250.000   |
| Italien (FIMI)               | Gold                                                                   | 25.000    |
| Neuseeland (RMNZ)            | Platin                                                                 | 30.000    |
| Österreich (IFPI)            | Gold                                                                   | 20.000    |
| Schweden (IFPI)              | Gold                                                                   | 15.000    |
| Schweiz (IFPI)               | Gold                                                                   | 25.000    |
| Spanien (Promusicae)         | Platin                                                                 | 60.000    |
| Vereinigtes Königreich (BPI) | Platin                                                                 | 625.000   |
| Insgesamt                    | 8× Gold · 4× Platin ·                                                  | 1.440.000 |

### Come Undone
| Land/Region                  | Auszeichnungen für Musikverkäufe (Land/Region, Auszeichnung, Verkäufe) | Verkäufe |
| ---------------------------- | ---------------------------------------------------------------------- | -------- |
| Vereinigtes Königreich (BPI) | Silber                                                                 | 200.000  |
| Insgesamt                    | 1× Silber ·                                                            | 200.000  |

### Radio
| Land/Region                  | Auszeichnungen für Musikverkäufe (Land/Region, Auszeichnung, Verkäufe) | Verkäufe |
| ---------------------------- | ---------------------------------------------------------------------- | -------- |
| Australien (ARIA)            | Gold                                                                   | 35.000   |
| Vereinigtes Königreich (BPI) | —                                                                      | 100.000  |
| Insgesamt                    | 1× Gold ·                                                              | 135.000  |

### Do They Know It’s Christmas?
| Land/Region                  | Auszeichnungen für Musikverkäufe (Land/Region, Auszeichnung, Verkäufe) | Verkäufe  |
| ---------------------------- | ---------------------------------------------------------------------- | --------- |
| Vereinigtes Königreich (BPI) | 2× Platin                                                              | 1.200.000 |
| Insgesamt                    | 2× Platin ·                                                            | 1.200.000 |

### Tripping
| Land/Region                  | Auszeichnungen für Musikverkäufe (Land/Region, Auszeichnung, Verkäufe) | Verkäufe |
| ---------------------------- | ---------------------------------------------------------------------- | -------- |
| Australien (ARIA)            | Gold                                                                   | 35.000   |
| Dänemark (IFPI)              | Gold                                                                   | 4.000    |
| Frankreich (SNEP)            | Silber                                                                 | 100.000  |
| Italien (FIMI)               | —                                                                      | 18.000   |
| Vereinigtes Königreich (BPI) | Silber                                                                 | 200.000  |
| Insgesamt                    | 2× Silber · 2× Gold ·                                                  | 257.000  |

### Rudebox
| Land/Region    | Auszeichnungen für Musikverkäufe (Land/Region, Auszeichnung, Verkäufe) | Verkäufe |
| -------------- | ---------------------------------------------------------------------- | -------- |
| Italien (FIMI) | —                                                                      | 15.000   |
| Insgesamt      | —                                                                      | 15.000   |

### She’s Madonna
| Land/Region        | Auszeichnungen für Musikverkäufe (Land/Region, Auszeichnung, Verkäufe) | Verkäufe |
| ------------------ | ---------------------------------------------------------------------- | -------- |
| Dänemark (IFPI)    | Gold                                                                   | 7.500    |
| Deutschland (BVMI) | Gold                                                                   | 150.000  |
| Italien (FIMI)     | —                                                                      | 15.000   |
| Insgesamt          | 2× Gold ·                                                              | 172.500  |

### Bodies
| Land/Region                  | Auszeichnungen für Musikverkäufe (Land/Region, Auszeichnung, Verkäufe) | Verkäufe |
| ---------------------------- | ---------------------------------------------------------------------- | -------- |
| Australien (ARIA)            | Gold                                                                   | 35.000   |
| Deutschland (BVMI)           | Platin                                                                 | 600.000  |
| Italien (FIMI)               | Platin                                                                 | 20.000   |
| Schweiz (IFPI)               | Platin                                                                 | 30.000   |
| Vereinigtes Königreich (BPI) | Silber                                                                 | 200.000  |
| Insgesamt                    | 1× Silber · 1× Gold · 3× Platin ·                                      | 839.000  |

### You Know Me
| Land/Region                  | Auszeichnungen für Musikverkäufe (Land/Region, Auszeichnung, Verkäufe) | Verkäufe |
| ---------------------------- | ---------------------------------------------------------------------- | -------- |
| Vereinigtes Königreich (BPI) | Silber                                                                 | 200.000  |
| Insgesamt                    | 1× Silber ·                                                            | 200.000  |

### Shame
| Land/Region                  | Auszeichnungen für Musikverkäufe (Land/Region, Auszeichnung, Verkäufe) | Verkäufe |
| ---------------------------- | ---------------------------------------------------------------------- | -------- |
| Italien (FIMI)               | Gold                                                                   | 15.000   |
| Vereinigtes Königreich (BPI) | Silber                                                                 | 229.000  |
| Insgesamt                    | 1× Silber · 1× Gold ·                                                  | 244.000  |

### Candy
| Land/Region                  | Auszeichnungen für Musikverkäufe (Land/Region, Auszeichnung, Verkäufe) | Verkäufe  |
| ---------------------------- | ---------------------------------------------------------------------- | --------- |
| Deutschland (BVMI)           | Gold                                                                   | 150.000   |
| Italien (FIMI)               | 2× Platin                                                              | 60.000    |
| Neuseeland (RMNZ)            | Gold                                                                   | 7.500     |
| Österreich (IFPI)            | Gold                                                                   | 15.000    |
| Schweiz (IFPI)               | Gold                                                                   | 15.000    |
| Vereinigtes Königreich (BPI) | Platin                                                                 | 952.000   |
| Insgesamt                    | 4× Gold · 3× Platin ·                                                  | 1.199.500 |

### Goin’ Crazy
| Land/Region                  | Auszeichnungen für Musikverkäufe (Land/Region, Auszeichnung, Verkäufe) | Verkäufe |
| ---------------------------- | ---------------------------------------------------------------------- | -------- |
| Vereinigtes Königreich (BPI) | —                                                                      | 155.000  |
| Insgesamt                    | —                                                                      | 155.000  |

### Go Gentle
| Land/Region    | Auszeichnungen für Musikverkäufe (Land/Region, Auszeichnung, Verkäufe) | Verkäufe |
| -------------- | ---------------------------------------------------------------------- | -------- |
| Italien (FIMI) | Gold                                                                   | 15.000   |
| Insgesamt      | 1× Gold ·                                                              | 15.000   |

### The Days
| Land/Region          | Auszeichnungen für Musikverkäufe (Land/Region, Auszeichnung, Verkäufe) | Verkäufe |
| -------------------- | ---------------------------------------------------------------------- | -------- |
| Australien (ARIA)    | 2× Platin                                                              | 140.000  |
| Brasilien (PMB)      | 2× Platin                                                              | 120.000  |
| Dänemark (IFPI)      | Platin                                                                 | 30.000   |
| Deutschland (BVMI)   | Gold                                                                   | 200.000  |
| Italien (FIMI)       | Platin                                                                 | 30.000   |
| Schweden (IFPI)      | Platin                                                                 | 40.000   |
| Spanien (Promusicae) | Gold                                                                   | 20.000   |
| Insgesamt            | 2× Gold · 7× Platin ·                                                  | 580.000  |

### Party Like a Russian
| Land/Region    | Auszeichnungen für Musikverkäufe (Land/Region, Auszeichnung, Verkäufe) | Verkäufe |
| -------------- | ---------------------------------------------------------------------- | -------- |
| Italien (FIMI) | Gold                                                                   | 25.000   |
| Insgesamt      | 1× Gold ·                                                              | 25.000   |

### Love My Life
| Land/Region                  | Auszeichnungen für Musikverkäufe (Land/Region, Auszeichnung, Verkäufe) | Verkäufe |
| ---------------------------- | ---------------------------------------------------------------------- | -------- |
| Deutschland (BVMI)           | Gold                                                                   | 200.000  |
| Italien (FIMI)               | Platin                                                                 | 50.000   |
| Österreich (IFPI)            | Gold                                                                   | 15.000   |
| Schweiz (IFPI)               | Gold                                                                   | 15.000   |
| Vereinigtes Königreich (BPI) | Gold                                                                   | 400.000  |
| Insgesamt                    | 4× Gold · 1× Platin ·                                                  | 680.000  |

## Auszeichnungen nach Videoalben

### Live in Your Living Room
| Land/Region                  | Auszeichnungen für Musikverkäufe (Land/Region, Auszeichnung, Verkäufe) | Verkäufe |
| ---------------------------- | ---------------------------------------------------------------------- | -------- |
| Vereinigtes Königreich (BPI) | Platin                                                                 | 50.000   |
| Insgesamt                    | 1× Platin ·                                                            | 50.000   |

### Rock DJ
| Land/Region                  | Auszeichnungen für Musikverkäufe (Land/Region, Auszeichnung, Verkäufe) | Verkäufe |
| ---------------------------- | ---------------------------------------------------------------------- | -------- |
| Vereinigtes Königreich (BPI) | 2× Platin                                                              | 100.000  |
| Insgesamt                    | 2× Platin ·                                                            | 100.000  |

### Where Ego’s Dare
| Land/Region                  | Auszeichnungen für Musikverkäufe (Land/Region, Auszeichnung, Verkäufe) | Verkäufe |
| ---------------------------- | ---------------------------------------------------------------------- | -------- |
| Australien (ARIA)            | Platin                                                                 | 15.000   |
| Neuseeland (RMNZ)            | Platin                                                                 | 5.000    |
| Vereinigtes Königreich (BPI) | Platin                                                                 | 50.000   |
| Insgesamt                    | 3× Platin ·                                                            | 70.000   |

### Live at the Albert
| Land/Region                  | Auszeichnungen für Musikverkäufe (Land/Region, Auszeichnung, Verkäufe) | Verkäufe |
| ---------------------------- | ---------------------------------------------------------------------- | -------- |
| Argentinien (CAPIF)          | Platin                                                                 | 8.000    |
| Australien (ARIA)            | 9× Platin                                                              | 135.000  |
| Deutschland (BVMI)           | 2× Platin                                                              | 100.000  |
| Frankreich (SNEP)            | Platin                                                                 | 20.000   |
| Mexiko (AMPROFON)            | Platin                                                                 | 20.000   |
| Neuseeland (RMNZ)            | 4× Platin                                                              | 20.000   |
| Niederlande (NVPI)           | Gold                                                                   | 40.000   |
| Österreich (IFPI)            | 2× Platin                                                              | 20.000   |
| Spanien (Promusicae)         | Gold                                                                   | 10.000   |
| Vereinigtes Königreich (BPI) | 7× Platin                                                              | 350.000  |
| Insgesamt                    | 2× Gold · 27× Platin ·                                                 | 722.000  |

### Nobody Someday
| Land/Region                  | Auszeichnungen für Musikverkäufe (Land/Region, Auszeichnung, Verkäufe) | Verkäufe |
| ---------------------------- | ---------------------------------------------------------------------- | -------- |
| Australien (ARIA)            | Gold                                                                   | 7.500    |
| Neuseeland (RMNZ)            | Platin                                                                 | 5.000    |
| Vereinigtes Königreich (BPI) | Gold                                                                   | 25.000   |
| Insgesamt                    | 2× Gold · 1× Platin ·                                                  | 37.500   |

### The Robbie Williams Show
| Land/Region                  | Auszeichnungen für Musikverkäufe (Land/Region, Auszeichnung, Verkäufe) | Verkäufe |
| ---------------------------- | ---------------------------------------------------------------------- | -------- |
| Argentinien (CAPIF)          | Platin                                                                 | 8.000    |
| Australien (ARIA)            | 6× Platin                                                              | 90.000   |
| Deutschland (BVMI)           | Platin                                                                 | 50.000   |
| Frankreich (SNEP)            | Platin                                                                 | 20.000   |
| Mexiko (AMPROFON)            | Gold                                                                   | 10.000   |
| Neuseeland (RMNZ)            | Platin                                                                 | 5.000    |
| Niederlande (NVPI)           | Gold                                                                   | 40.000   |
| Österreich (IFPI)            | Platin                                                                 | 10.000   |
| Spanien (Promusicae)         | Gold                                                                   | 10.000   |
| Vereinigtes Königreich (BPI) | Platin                                                                 | 50.000   |
| Insgesamt                    | 3× Gold · 12× Platin ·                                                 | 293.000  |

### What We Did Last Summer: Live at Knebworth
| Land/Region                  | Auszeichnungen für Musikverkäufe (Land/Region, Auszeichnung, Verkäufe) | Verkäufe  |
| ---------------------------- | ---------------------------------------------------------------------- | --------- |
| Argentinien (CAPIF)          | Platin                                                                 | 8.000     |
| Australien (ARIA)            | 12× Platin                                                             | 180.000   |
| Deutschland (BVMI)           | 11× Gold                                                               | 275.000   |
| Frankreich (SNEP)            | 2× Platin                                                              | 40.000    |
| Mexiko (AMPROFON)            | Gold                                                                   | 10.000    |
| Neuseeland (RMNZ)            | 3× Platin                                                              | 15.000    |
| Niederlande (NVPI)           | Gold                                                                   | 40.000    |
| Österreich (IFPI)            | 3× Platin                                                              | 30.000    |
| Portugal (AFP)               | 12× Platin                                                             | 96.000    |
| Spanien (Promusicae)         | Gold                                                                   | 10.000    |
| Vereinigtes Königreich (BPI) | 7× Platin                                                              | 350.000   |
| Insgesamt                    | 4× Gold · 45× Platin ·                                                 | 1.054.000 |

### And Through It All: Robbie Williams Live 1997–2006
| Land/Region                  | Auszeichnungen für Musikverkäufe (Land/Region, Auszeichnung, Verkäufe) | Verkäufe |
| ---------------------------- | ---------------------------------------------------------------------- | -------- |
| Argentinien (CAPIF)          | Platin                                                                 | 8.000    |
| Australien (ARIA)            | 6× Platin                                                              | 90.000   |
| Dänemark (IFPI)              | Gold                                                                   | 20.000   |
| Deutschland (BVMI)           | 2× Platin                                                              | 100.000  |
| Frankreich (SNEP)            | 2× Platin                                                              | 40.000   |
| Österreich (IFPI)            | Platin                                                                 | 10.000   |
| Portugal (AFP)               | Gold                                                                   | 4.000    |
| Schweiz (IFPI)               | Gold                                                                   | 3.000    |
| Vereinigtes Königreich (BPI) | 3× Platin                                                              | 150.000  |
| Insgesamt                    | 3× Gold · 15× Platin ·                                                 | 425.000  |

### One Night at the Palladium
| Land/Region                  | Auszeichnungen für Musikverkäufe (Land/Region, Auszeichnung, Verkäufe) | Verkäufe |
| ---------------------------- | ---------------------------------------------------------------------- | -------- |
| Österreich (IFPI)            | Gold                                                                   | 5.000    |
| Vereinigtes Königreich (BPI) | Gold                                                                   | 25.000   |
| Insgesamt                    | 2× Gold ·                                                              | 30.000   |

## Auszeichnungen nach Musikstreamings

### The Flood (Take That)
| Land/Region     | Auszeichnungen für Musikverkäufe (Land/Region, Auszeichnung, Verkäufe) | Verkäufe |
| --------------- | ---------------------------------------------------------------------- | -------- |
| Dänemark (IFPI) | Gold                                                                   | 50.000   |
| Insgesamt       | 1× Gold ·                                                              | 50.000   |

### Candy
| Land/Region     | Auszeichnungen für Musikverkäufe (Land/Region, Auszeichnung, Verkäufe) | Verkäufe  |
| --------------- | ---------------------------------------------------------------------- | --------- |
| Dänemark (IFPI) | Platin                                                                 | 1.800.000 |
| Insgesamt       | 1× Platin ·                                                            | 1.800.000 |

### The Days
| Land/Region          | Auszeichnungen für Musikverkäufe (Land/Region, Auszeichnung, Verkäufe) | Verkäufe  |
| -------------------- | ---------------------------------------------------------------------- | --------- |
| Dänemark (IFPI)      | Gold                                                                   | 1.300.000 |
| Spanien (Promusicae) | Gold                                                                   | 4.000.000 |
| Insgesamt            | 2× Gold ·                                                              | 5.300.000 |

## Auszeichnungen nach Autorenbeteiligungen und Produktionen

### Sure(Take That)
| Land/Region                  | Auszeichnungen für Musikverkäufe (Land/Region, Auszeichnung, Verkäufe) | Verkäufe |
| ---------------------------- | ---------------------------------------------------------------------- | -------- |
| Vereinigtes Königreich (BPI) | Silber                                                                 | 200.000  |
| Insgesamt                    | 1× Silber ·                                                            | 200.000  |

### How Deep Is Your Love (Take That)
| Land/Region                  | Auszeichnungen für Musikverkäufe (Land/Region, Auszeichnung, Verkäufe) | Verkäufe |
| ---------------------------- | ---------------------------------------------------------------------- | -------- |
| Vereinigtes Königreich (BPI) | Platin                                                                 | 600.000  |
| Insgesamt                    | 1× Platin ·                                                            | 600.000  |

### The Flood (Take That)
| Land/Region                  | Auszeichnungen für Musikverkäufe (Land/Region, Auszeichnung, Verkäufe) | Verkäufe |
| ---------------------------- | ---------------------------------------------------------------------- | -------- |
| Dänemark (IFPI)              | Gold                                                                   | 15.000   |
| Deutschland (BVMI)           | Gold                                                                   | 150.000  |
| Italien (FIMI)               | Platin                                                                 | 30.000   |
| Vereinigtes Königreich (BPI) | Platin                                                                 | 600.000  |
| Insgesamt                    | 2× Gold · 2× Platin ·                                                  | 795.000  |

## Statistik und Quellen
| Land/RegionAuszeichnungen für Musikverkäufe (Land/Region, Auszeichnungen, Verkäufe, Quellen) | Silber       | Gold         | Platin         | Diamant     | Verkäufe     | Quellen |
| -------------------------------------------------------------------------------------------- | ------------ | ------------ | -------------- | ----------- | ------------ | --- |
| Argentinien (CAPIF)                                                                          | —            | 2× Gold2     | 26× Platin26   | —           | 982.000      | capif.org.ar (Memento vom 31. Mai 2011 im Internet Archive) AR2 (Memento vom 20. August 2011 im Internet Archive) AR3 (Memento vom 25. Dezember 2007 im Internet Archive) |
| Australien (ARIA)                                                                            | —            | 13× Gold13   | 67× Platin67   | —           | 3.317.500    | aria.com.au |
| Belgien (BRMA)                                                                               | —            | 9× Gold9     | 8× Platin8     | —           | 615.000      | ultratop.be |
| Brasilien (PMB)                                                                              | —            | Gold1        | 2× Platin2     | —           | 150.000      | pro-musicabr.org.br |
| Chile (IFPI)                                                                                 | Silber1      | Gold1        | —              | —           | 17.500       | Einzelnachweise |
| Dänemark (IFPI)                                                                              | —            | 12× Gold12   | 23× Platin23   | —           | 986.500      | ifpi.dk |
| Deutschland (BVMI)                                                                           | —            | 19× Gold19   | 45× Platin45   | —           | 12.400.000   | musikindustrie.de |
| Europa (IFPI)                                                                                | —            | —            | 39× Platin39   | —           | (39.000.000) | ifpi.org (Memento vom 1. Januar 2014 im Internet Archive) |
| Finnland (IFPI)                                                                              | —            | 3× Gold3     | 4× Platin4     | —           | 251.109      | ifpi.fi |
| Frankreich (SNEP)                                                                            | 4× Silber4   | 7× Gold7     | 12× Platin12   | —           | 2.995.000    | infodisc.fr snepmusique.com |
| Golf-Kooperationsrat (IFPI)                                                                  | —            | 2× Gold2     | —              | —           | 18.000       | Einzelnachweise |
| Griechenland (IFPI)                                                                          | —            | 3× Gold3     | —              | —           | 40.000       | Einzelnachweise |
| Hongkong (IFPI/HKRIA)                                                                        | —            | Gold1        | —              | —           | 10.000       | Einzelnachweise |
| Irland (IRMA)                                                                                | —            | 4× Gold4     | 30× Platin30   | —           | 1.000.000    | irishcharts.ie |
| Italien (FIMI)                                                                               | —            | 8× Gold8     | 11× Platin11   | —           | 1.125.000    | fimi.it |
| Kanada (MC)                                                                                  | —            | 3× Gold3     | Platin1        | —           | 250.000      | musiccanada.com |
| Mexiko (AMPROFON)                                                                            | —            | 5× Gold5     | 6× Platin6     | 2× Diamant2 | 1.745.000    | amprofon.com.mx |
| Neuseeland (RMNZ)                                                                            | —            | 6× Gold6     | 80× Platin80   | —           | 1.187.500    | aotearoamusiccharts.co.nz NZ2 NZ3 |
| Niederlande (NVPI)                                                                           | —            | 8× Gold8     | 10× Platin10   | —           | 1.050.000    | nvpi.nl |
| Norwegen (IFPI)                                                                              | —            | 2× Gold2     | —              | —           | 136.000      | ifpi.no (Memento vom 5. November 2012 im Internet Archive) |
| Österreich (IFPI)                                                                            | —            | 8× Gold8     | 33× Platin33   | —           | 907.500      | ifpi.at |
| Polen (ZPAV)                                                                                 | —            | 3× Gold3     | Platin1        | —           | 140.000      | olis.pl |
| Portugal (AFP)                                                                               | —            | 2× Gold2     | 18× Platin18   | —           | 310.000      | Einzelnachweise |
| Russland (NFPF)                                                                              | —            | 2× Gold2     | —              | —           | 20.000       | 2m-online.ru |
| Schweden (IFPI)                                                                              | —            | 6× Gold6     | 5× Platin5     | —           | 395.000      | sverigetopplistan.se |
| Schweiz (IFPI)                                                                               | —            | 10× Gold10   | 26× Platin26   | —           | 1.063.000    | hitparade.ch |
| Singapur (RIAS)                                                                              | —            | Gold1        | 2× Platin2     | —           | 37.500       | Einzelnachweise |
| Spanien (Promusicae)                                                                         | —            | 11× Gold11   | 6× Platin6     | —           | 810.000      | elportaldemusica.es ES2 |
| Taiwan (RIT)                                                                                 | —            | —            | Platin1        | —           | 50.000       | Einzelnachweise |
| Thailand (TECA)                                                                              | —            | Gold1        | —              | —           | 20.000       | Einzelnachweise |
| Tschechien (IFPI)                                                                            | —            | —            | Platin1        | —           | 10.000       | Einzelnachweise |
| Ungarn (MAHASZ)                                                                              | —            | 7× Gold7     | 3× Platin3     | —           | 81.000       | slagerlistak.hu |
| Vereinigte Staaten (RIAA)                                                                    | —            | Gold1        | —              | —           | 605.000      | riaa.com |
| Vereinigtes Königreich (BPI)                                                                 | 12× Silber12 | 8× Gold8     | 105× Platin105 | —           | 35.450.000   | bpi.co.uk |
| Insgesamt                                                                                    | 17× Silber17 | 169× Gold169 | 564× Platin564 | 2× Diamant2 |              | |